# Anonyme andalou
L'Anonyme andalou est le nom d'usage du compilateur du plus important livre de recettes de cuisine du premier tiers du XIIIe siècle nommé manuscrito anonimo par son traducteur en espagnol Ambrosio Huici Miranda (1961). Le manuscrit se trouve à la BnF sous la cote : Arabe 7009.
Il est une source incontournable de connaissance des cuisines et de l'alimentation du monde cosmopolite et multiculturel de l'occident méditerranéen du Moyen Âge, disponible dans sa version originale arabe, traduite en espagnol (1966) elle-même traduite en anglais et dans 2 traductions françaises depuis l'original en arabe.

## Le livre
Le manuscrit de la BnF aurait été trouvé au Maroc par le linguiste Georges Séraphin Colin (1893-1977) ancien professeur à l'École nationale des langues orientales vivantes (INALCO). Il fut donné à la BnF par sa veuve en 1980 parmi un lot de 61 manuscrits,. La copie marocaine date de 1864.

### Deux livres regroupés

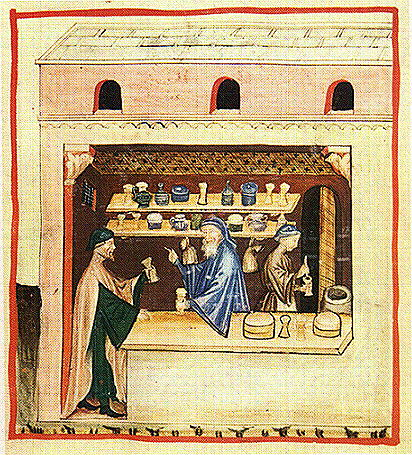
Le Traité des sirops et électuaires donne aussi des confitures avec leurs bénéfices pour la santé

Le manuscrit comprend 83 feuillets dont 75 avec 498 titres (certains titres donnent des variantes, le nombre de recettes est supérieur) et les 8 derniers feuillets (titres écrits en orange) contiennent un Traité sur les sirops et les électuaires (médicament sous forme de pâte : pâte de rose au miel, pâte de violette...).
La traduction française C. Guillaumond (2017) donne 498 recettes avec apparat critique. La traduction J-M Laurent (2016) donne 528 entrées qui comprennent le Traité sur les sirops et les électuaires. Pour mémoire, le livre de cuisine d'Ibn Razin al'Tugibî (entre 1238 et 1266) donne 428 recettes.
Les 2 manuscrits sont distincts, les dernières lignes du recueil de recettes indiquent « ici se termine cet ouvrage » et la date, ensuite le Traité des sirops commence chapitre I. Liliane Plouvier (2006) voit deux auteurs différents. La seconde partie serait l'œuvre d'un médecin ou d'un apothicaire avec des références arabes, grecques et persanes. La première partie est désordonnée (C. Guillaumond a tenté une mise en ordre) avec cuisine, diététique, pharmacie, cosmétique... une curiosité pour des recettes de toutes provenances, spécialement andalouses, y compris la cuisine des bergers, elle serait l'œuvre d'un cuisinier ou d'une cuisinière expérimenté,,.

### Le titre
La couverture comportait le titre كتاب الطبخ، منسوب إلى أنوشروان (Rahimahu Allah min kitab al-tabîh- li Anû Širwân), livre de cuisine attribué à Anû Šîrwan (empereur sassanide 531-579). C'est sous ce titre (livre de cuisine, auteur Anūširwān) qu'il est référencé par la BnF. En effet, le livre donne quelques recettes moyen-orientales (principalement persanes) dont  Anû Šîrwan (Khosro Ier) n'est probablement pas l’auteur, peut-être écrites par un médecin de sa cour. La copie marocaine est titrée انواع الصيدلة في الوان الاطعمة (anwae alsydlt fi 'alwan alateim) genres de pharmacie dans les préparations culinaires. On trouve en anglais le même titre que de l'édition espagnole de 1961 كتاب الصبيخ في المغرب والأندلس في عير الموحدين  (kitab alsabikh fi almaghrib wal'undalus fi eyr almuahadin) livre de la cuisine au Maghreb et en Andalousie à l'époque des Almohades - anonyme.
L'usage est de nommer auteur et livre Anonyme andalou (5000 occurrences dans le moteur de recherche Google en 2021).

## L'auteur

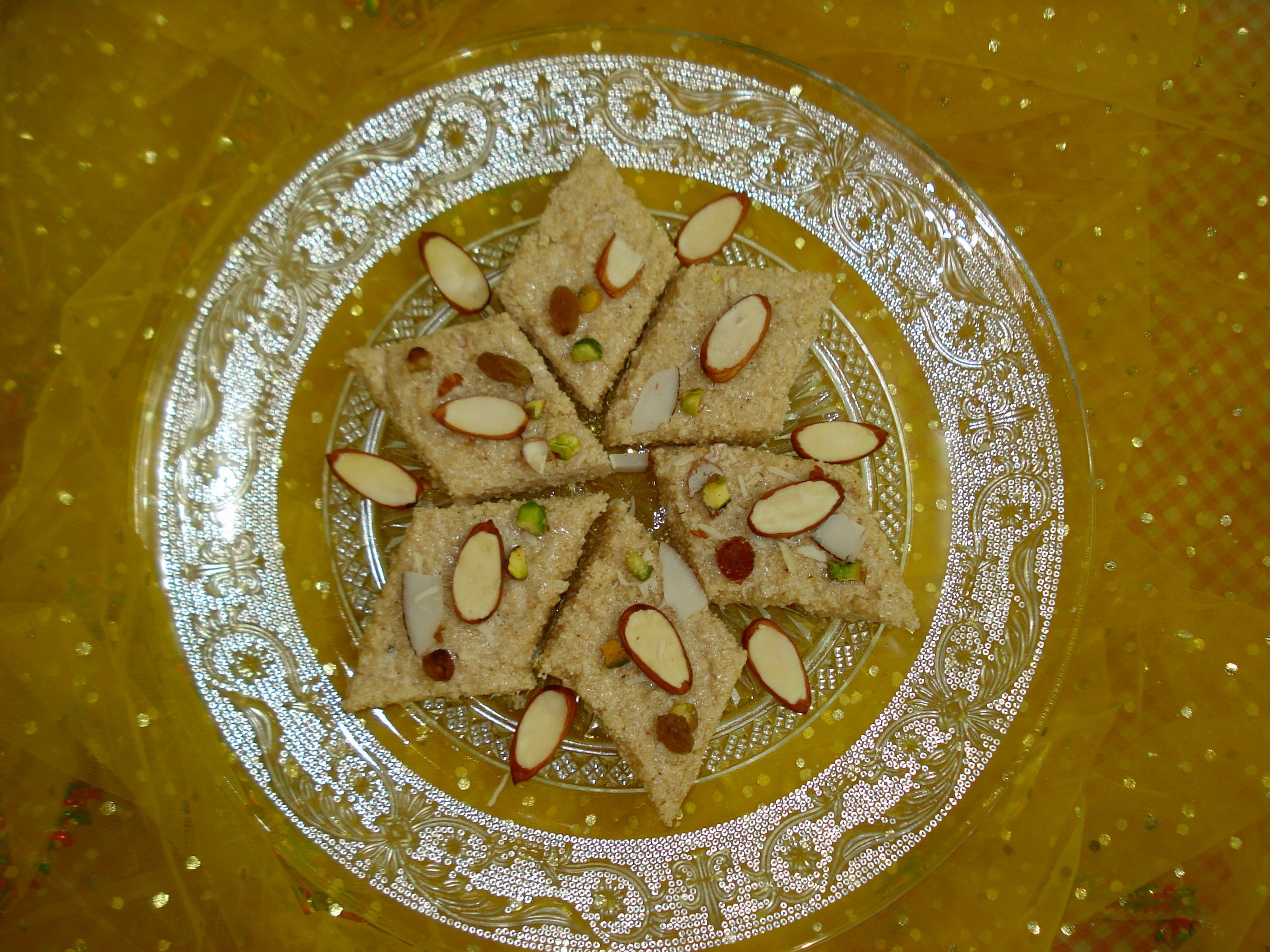
Halwa. L'anonyme est gourmand de sucre, mais toujours attentif à la santé : « Si les convives ont une faiblesse de l’estomac, rajouter à l'halwa de l’eau de rose camphrée » (recette d'halwa orientale)

Catherine Guillaumond (2017) s'est livrée à une minutieuse enquête qui lui permet d'avancer des hypothèses : l’auteur est un Arabe cordouan, et probablement pas un Berbère. Il aurait écrit son livre avant la chute de Cordoue (1236), à partir de 1229 en Ifriqiya où il avait immigré en passant par Marrakech, capitale des Almohades. L'exode des Maures d'Espagne eut lieu de 1248 à 1609 (le manuscrit est daté de 1604).
L'auteur possède une bonne connaissance de la cuisine arabe médiévale, y compris la grande cuisine califale abbasside, il cite des recettes d'Ibrahim ibn al-Mahdî.

## La cuisine arabo-andalouse duXIIIesiècle

### Aromatique, diverse et gourmande
Marie Josèphe Moncorgé donne une synthèse des livres de cuisine médiévale en arabe qui vaut pour l'Anonyme : épices de la cuisine de l'époque (ambre, camphre, cannelle, clou de girofle, muscade, macis, mastic, musc, nard, safran, poivre, gingembre, galanga), herbes aromatiques plus fréquentes que dans le monde chrétien (coriandre, carvi, cumin, menthe, persil, aneth, sésame, rue), saumure de poisson (murrî) et eau de rose. Cuisson de plats complets avec usage fréquent de l'aubergine, des céréales (couscous, riz, farines) de la graisse de queue de mouton, de sauces sucre-acide (vinaigre, verjus, jus de citron dans les ouvrages tardifs, bigarade ou grenade et miel, sucre, dattes, prunes, figues, raisins), des fruits secs (amandes, noix, noisettes, pistaches), de yaourt et fromage. Et enfin d'abondantes recettes de confiseries, desserts sucrés de toutes sortes. 

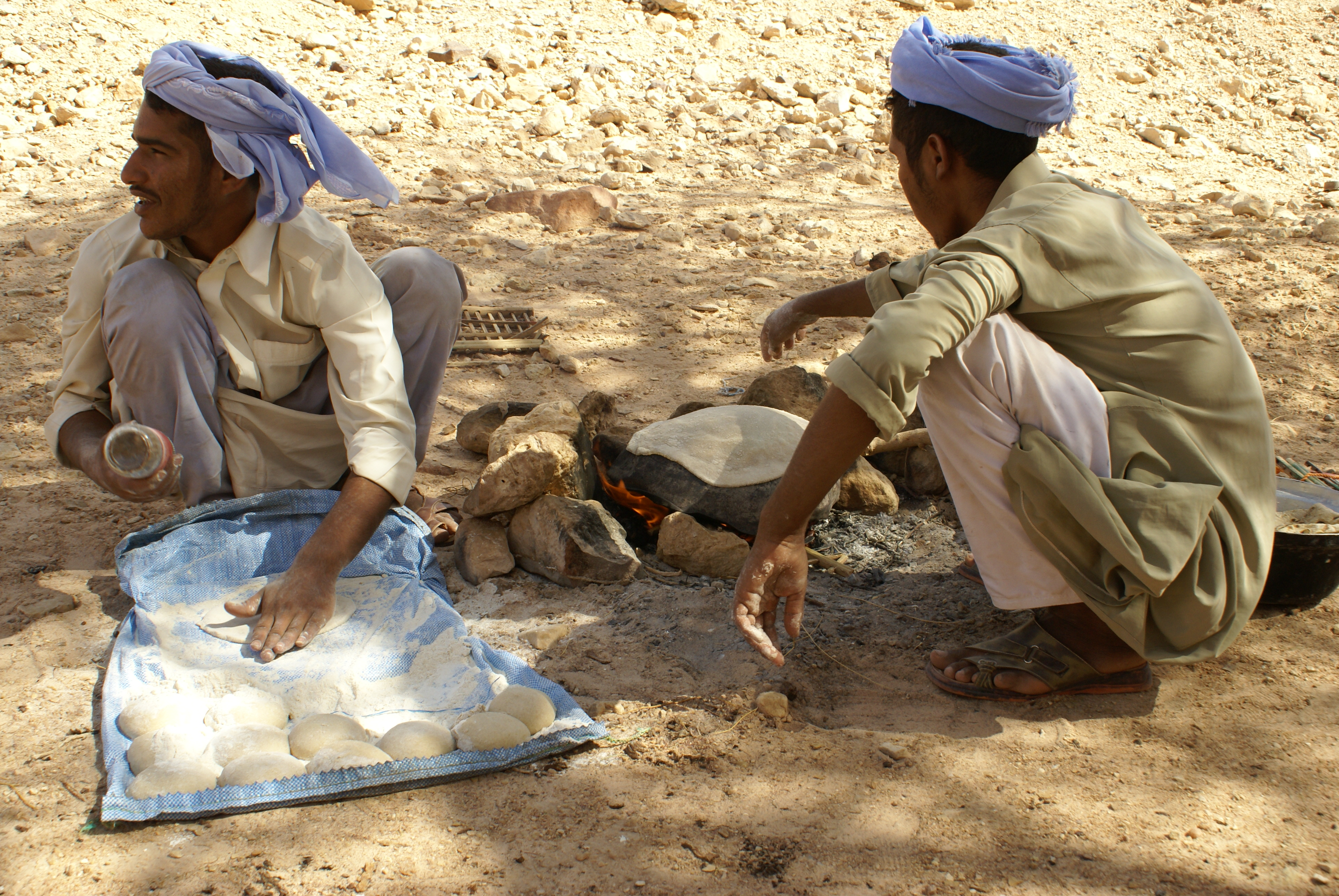
« les différences entre les gouts des gens sont nombreuses, pain consommé à la hâte des bédouins, pain sur cendre chaude, pain frit ou pain cuit au tajine... » Anonyme, chap. Les traditions des peuples et des contrées

L'Anonyme connait ou cite des recettes venues de l'Orient (Bagdad, Perse, Égypte, Syrie) et de l'occident méditerranéen (Maroc, Algérie, Tunisie, Sicile, Espagne) et signale les recettes cordouanes (son pays), juives, chrétiennes ou bédouines.

#### Des gouts perdus
L'Anonyme donne une liste d'aromates devenus rares ou introuvables si bien que reconstituer précisément son univers gustatif est devenu impossible, à titre d'exemple :
- le calambac, bois d'agalloche ou bois d’aloès est fréquent dans les sirops,
- l'asaret, cabaret, ou nard sauvage (Asarum europaeum L.),
- l'ase foetida (Férule asefétide), toujours cultivée et produite en Afghanistan, Inde, etc. à ne pas confondre avec son fenouil puant (Anethum graveolens L., Peucedanum graveolens Benth.),
- le bois de sapan, brésillet des Indes (Biancaea sappan L.),
- un costus doux dont on ne sait qui il est (Costus speciosus SM., C. arabicus L., Amomum hirsutum Lam. sont tous amers),
- les murri présents dans 123 recettes sont un ensemble de condiments fermentés et aromatisés (avec de la nigelle et d'autres épices) dont la recette est perdue et qui jouait un rôle important dans la gastronomie andalouse,
- les nard indien, valériane de l’Inde (Nardostachys Jatamansi) et celtique (Nardus celtica Boiss.), valériane celtique.
- A noter qu'il utilise sous le nom de truffe une Terfezia andalouse (Terfezia fanfani Mattir.) de la famille des Pezizaceae et non des Tuberaceae[9].

#### Un condiment local oublié: la feuille de cédratier
43 des recettes de l'Anonyme utilisent la feuille de cédratier comme aromate, quelques-unes utilisent la fleur du cédratier, d'autres des brindilles. Elle intervient le plus souvent dans les cuissons des viandes, de la volaille, du poisson et des aubergines en compagnie du fenouil, presque jamais avec le laurier. 7 recettes utilisent ces mêmes feuilles comme décoration du plat de service : «dispose les aubergines dans une écuelle avec des feuilles de cédratier, agrémente le plat avec des petites feuilles et boutons de cédratier» (Laurent no 127). Il en fait aussi un sirop et un Grand sirop euphorisant : bourrache, menthe verte, des feuilles de cédratier, sucre - Nouet (aromates enfermés dans une mousseline mise à cuire dans le sirop) : bois d’agalloche, rhubarbe, cannelle de Chine, cannelle de Ceylan et fleurs de girofle (Laurent no 472).

### Recette deujjah(omelette)
«Nettoyer des pigeonneaux prêts à voler, frire à la poêle dans l’huile d'olive douce. Les mettre dans une marmite avec du murrî macéré, du vinaigre, de l’huile d'olive, de la coriandre fraîche, de la cannelle de Chine et de l’origan. Quand c'est cuit, casser 8 œufs dessus. Dresser : c'est exceptionnel ! » (Laurent no 17, Guillaumond no 42)

## Bibliographie

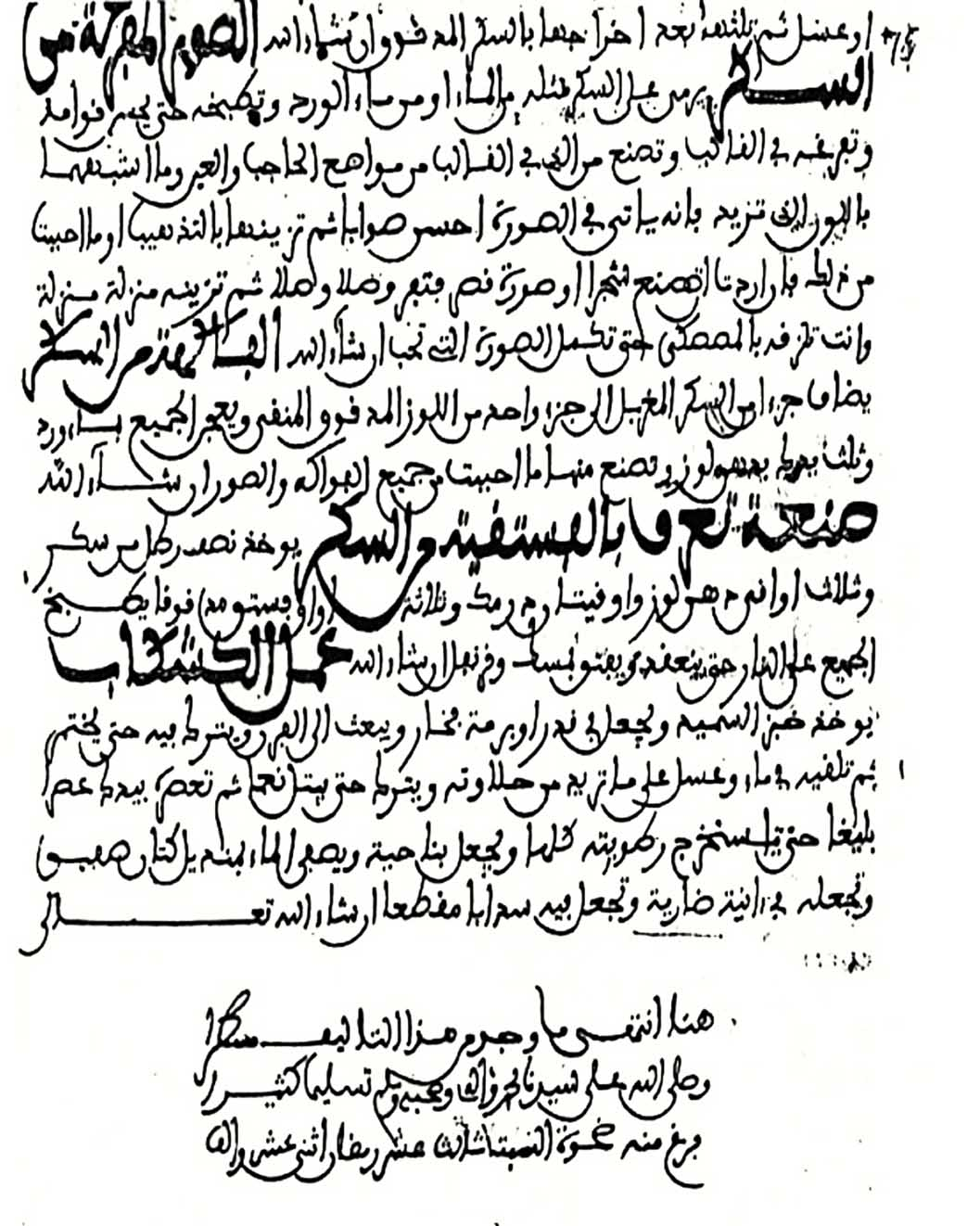
Une page du manuscrit arabe 7009 de la BnF - source BnF

### Recette deqâhiriyyahou cairotes (pâtisseries duCaire) séchées au soleil

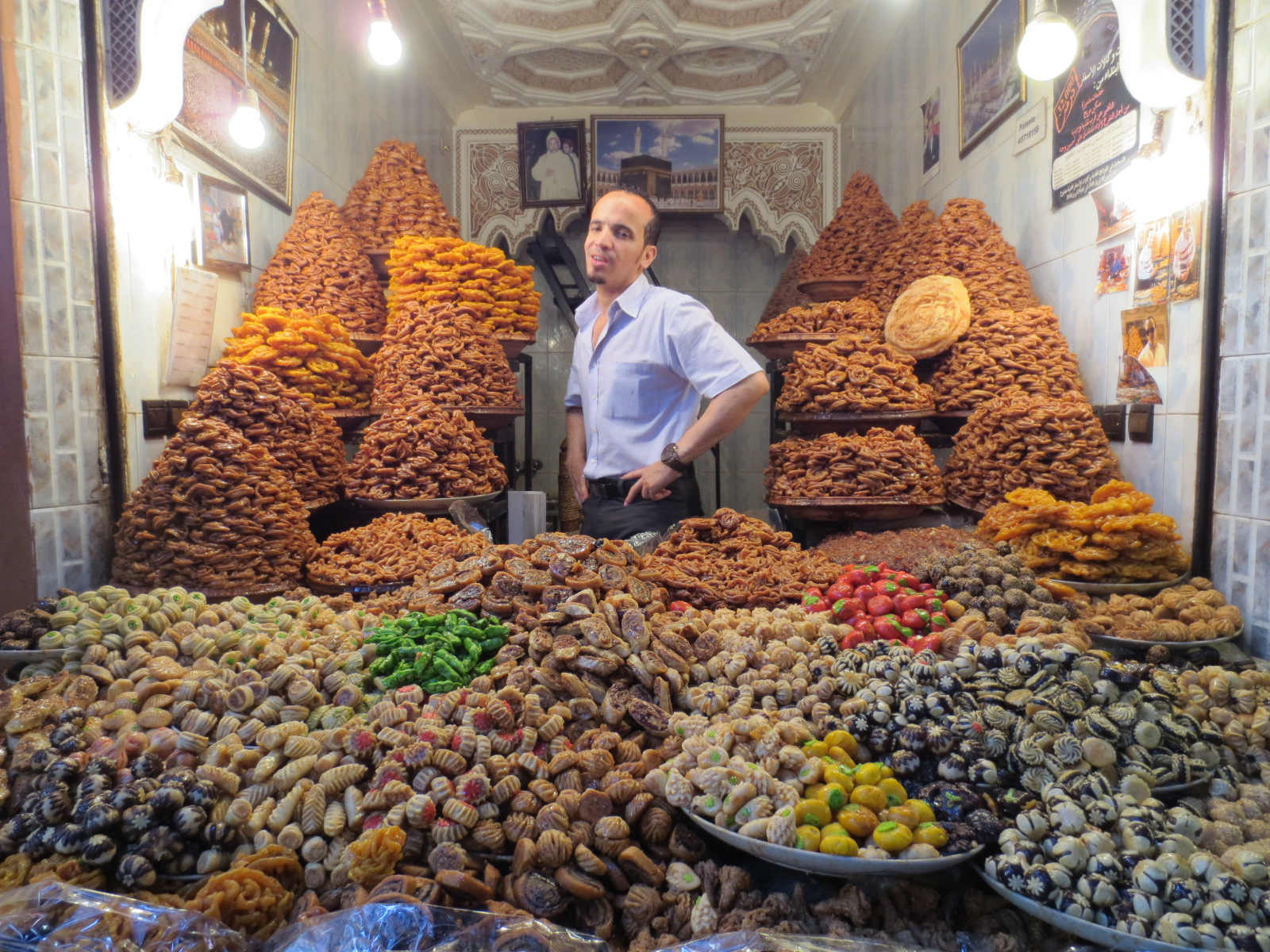
Pâtisserie (Maroc)

Piler au mortier des amandes et du sucre blanc. Ajouter de la girofle, de l’eau de rose au nard indien, un peu de camphre. Former les gâteaux et les tremper dans une solution de fécule. Sécher au soleil. (Laurent no 428, Guillaumond no 305). Les qâhiriyyah se servent arrosés de sirop de rose ou de julep ou simplement de miel filtré.

### Les copies et leurs traductions
- كتاب الطبخ، منسوب إلى أنوشروان  Kitāb al-ṭabḫ, أنوشروان Anūširwān (auteur présumé), Paris, Bibliothèque nationale de France Département des Manuscrits. Arabe 7009. Daté par son copiste matin du samedi 13 du Ramadan de l'an 1012 de l'hégire (14 février 1604). 243 pp. manuscrites    Numérisation 2017, lire en ligne .
- Aba al-Gani abû al'Azm, Anwâ’ -al-saydala fî alwân-al-at’ima. Casablanca, 2003. Rabat, Bibliothèque Nationale du Royaume du Maroc, cote 54 mim. mardi du XIe mois 1272 de l’hégire (1864). Copie manuscrite du BnF 7009 Présenté et annoté par A. Aboulazme, Rabat. 2003[11].
- Historia Politica del Imperio Almohade. Ambrosio Huici Miranda (1880-1973), Tétouan, t. I. 1956, t.II 1957.
- La cocina hispano-magrebí durante la época almohade según un manuscrito anónimo del siglo XIII  (La cuisine au Maghreb et en al Andaluz à l’époque Almohade) en arabe. Ambrosio Huici Miranda (1880-1973) préface Manuela Marín. Madrid, Revista del Instituto Egipcio de Estudios Islámicos, 1961.
- Traduccion española de un manuscrito anonimo del siglo XIII sobre la cocina hispanomaghribî, Ambrosio Huici Miranda (1880-1973) Madrid, 1966 ; Réed. La cocina hispano magrebi durante la época almohade, Manuèla Marin. Gijón, Ediciones Trea, 2005, pp. 326 (ISBN 84-9704-175-5), 2016 328 p. (ISBN 978-84-9704-958-0).
- An Anonymous Andalusian Cookbook of the 13th Century, trad. anglaise de Charles Perry à partir du texte de Huici Miranda (1966), Library of Arabic Literature 1987. pdf en ligne
- Traité de Cuisine arabo-andalouse dit Anonyme andalou. trad. française Jean-Michel Laurent, Saint-Ouen, Les Éditions du Net, 2016. 284 pp. (ISBN 978-2-312-04291-6)[9].
- Cuisine et diététique dans l’occident arabe médiéval d’après un traité anonyme du XIIIe siècle. Étude et traduction française. Catherine Guillaumond, préface d’Ameur Ghedira. Paris, L’Harmattan, coll. « Histoire et perspectives méditerranéennes », 2017, 300 pp. (ISBN 978-2-343-09831-9). Cet ouvrage est précédé par un introduction de 59 pp. dont 20 construisent des hypothèses sur la personne de l'Anonyme.

### Autres livres de cuisine arabo-andalouse
- Fadalat al-Khiwan fî tayyabat at-ta’am wa l-alwan, Ibn Razin al'Tugibî, texte arabe. Mohamed Ben Chekroun, Rabat, 1991.
- Les délices de la table et les meilleurs genres de mets. M. Mezzine et L. Benkirane. Rabat, Publications Association Fès-Saïs, 1997, 278 pp. Version française de l'ouvrage d'Ibn Razin al'Tugibî  (ISBN 9789981905054)[12].

### Monographies
- فن الطبخ في الأندلس و المغرب في بداية عصر بني مرين " فضالة الخوان في طيبات الطعام و الألوان / لإبن رزين التجيبي ؛ تقديم و تحقيق محمد إبن شقرون La Cuisine andalou-marocaine au XIIIe siècle d' après un manuscrit rare. Ibn Razīn Al-Tuğībī par A. Benchekroun et Mohamed B. (éditeur scientifique). Raba, Fanna, 1981. 203 pp.
- La pharmacopée marocaine traditionnelle. Médecine arabe ancienne et savoirs populaires. Jamal Belakhdar. Casablanca, Éditions Le Fennec, 1997, 766 pp.  (ISBN 2-910728-03-X)[13] Réed. augmentée 2020. 2 vol 1370 pp. (ISBN 978-9920-755-22-1)[14].
- Le rôle d'Al-Andalus dans la transmission des connaissances de l'Orient vers l'Occident. Liliane Plouvier. Horizons Maghrébins - Le droit à la mémoire 2006. pp. 30-47.
- Manger au Maghreb. Mohammed-Habib Samrakandi et G. Carantino. Toulouse, Presses Univ. du Mirail, no 59 de Horizons maghrébins. 2009, 200 pp.
- Book reviews: Charles Perry (ed./trans.), Durham, Durham University Research Online, 2020, 10 pp.